# Kithor
Kithor är en ort i Indien.   Den ligger i distriktet Meerut och delstaten Uttar Pradesh, i den norra delen av landet, 70 km öster om huvudstaden New Delhi. Kithor ligger 226 meter över havet och antalet invånare är 25 262.
Terrängen runt Kithor är mycket platt. Runt Kithor är det tätbefolkat, med 709 invånare per kvadratkilometer. Närmaste större samhälle är Garhmuktesar, 18,2 km sydost om Kithor. Trakten runt Kithor består till största delen av jordbruksmark.